# Тайна перевоплощения
«Тайна перевоплощения» (тайск. เล่ห์ลับสลับร่าง) — тайский телесериал, в главных ролях Надич Кугимия, Урассая Спербунд и Танапоб Лиратанакайорн. Выходил с 31 июля по 4 сентября 2017 года на канале Channel 3.

## Сюжет
Рамин, высокопоставленный полицейский из специального подразделения, он эгоцентричный плейбой, который смотрит на женщин свысока; и Петра, высокомерная и неблагодарная суперзвезда, которая смотрит свысока на мужчин и ее коллег. Греховность объединяет этих двоих, чтобы обрести целостность, честность и уважение, меняя тела. Они сталкиваются с опасностью, трудностями и препятствиями, чтобы постепенно улучшаться, делиться, заботиться и найти настоящую любовь в этом невероятном путешествии.

## В ролях

### Основной
- Надич Кугимия — Рамин Тунгпраплернг
- Урассая Спербунд — Петра Павади
- Танапоб Лиратанакайорн — Арком «Ком»

### Вторичный
- Тханатчапан Bуraначевайлай — Джае Аум
- Премманат Суваннанон — Ричард Адисорн
- Причайя Понгтхананикорн — Нок Юнг
- Дараненуч Похпити — Тормани
- Сенетунти  Вирагарн — Аджала
- Сео Джи Ён — Джи Ын
- Сумонтип Леуангтай — Ситала
- Шиллер Кирк — Провидец
- Нитихай Йотаморнсунтхорн — Атит Анирут
- Премманат Суваннанон
- Рахани Сиралерт — Леди Пуангкрам
- Соммарт Прайхирун
- Дуб Кирати
- Титинун Сувансук
- Руенгрит Висамол
- Дэн Чупонг
- Сан Эйтсукханан
- Вичай Джонгираситкун
- Брион

## Показ
- Филиппины — на канале GMA Network (2018)[2]
- Малайзия — на канале TV3 (2020)[3]